# Давід Ткач
Давід Ткач (пол. Dawid Tkacz, нар. 25 січня 2005, Ленчна, Польща) — польський футболіст, півзахисник клубу «Відзев».

## Ігрова кар'єра

### Клубна
Давід Ткач народився у місті Ленчна, що на сході Польщі і почав займатися футболом в спортивній школі місцевого клубу «Гурник». Де з 2015 року грав у молодіжній команді. 
Сезон 2021/22 футболіст почав у першій команді але за результатами того сезону «Гурник» вибув з елітного дивізіону і наступний сезон Ткач прові, граючи за клуб і Першій лізі. Але влітку 2023 року футболіст знову повернувся до вищого дивізіону, перейшовши як вільний агент до клубу «Відзев».

### Збірна
З 2022 року Давід Ткач захищав кольори юнацьких збірних Польщі.